# Elene Gokieli
Elene Gokieli   (Tbilisi, 25 d'agost de 1918 - Tbilisi, 31 de desembre de 1992) va ser una atleta georgiana especialista en curses de velocitat i tanques i salt de llargada, que va competir sota bandera de la Unió Soviètica durant les dècades de 1940 i 1950.
El 1952 va prendre part en els Jocs Olímpics de Hèlsinki, on quedà eliminada en semifinals de la cursa dels 80 metres tanques del programa d'atletisme.
En el seu palmarès destaquen una medalla de plata i dues de bronze al Campionat d'Europa d'atletisme. El 1946 a Oslo, una de plata en els 80 metres tanques, rere Fanny Blankers-Koen, i de bronze en els 4×100 metres, rere l'equip neerlandès i francès. El 1950, a Brussel·les, revalidà la medalla de bronze en els 4x100 metres. Guanyà el campionat soviètic de salt de llargada de 1944 i 1945 i aconseguí el rècord soviètic dels 80 metres tanques i els 4x100 metres.

## Millors marques
- 100 metres. 12.4" (1947)
- 80 metres tanques. 11.3" (1949)
- salt de llargada. 5,62 metres (1947)[5]